# Farid Chamekh
Pour les articles homonymes, voir Chamekh.
Farid Chamekh, né le 2 septembre 1980, est un comédien et humoriste français originaire de la Loire.

## Biographie
Né de parents algériens, Farid grandit à Saint-Étienne, dans le Loire.
Sa carrière artistique débute dans le domaine de la danse et de la capoeira.
Après avoir exploré divers secteurs professionnels, en 2005, il se lance sur les planches.
Il intègre l’atelier du Centre Dramatique de la Comédie de Saint-Étienne avant de poursuivre son apprentissage avec la troupe de théâtre d'humour dirigée par Marc Feuillet à la MJC de Beaulieu durant quatre ans.
En 2007, il déménage à Paris où il se produit dans plusieurs cafés-théâtres et obtient un rôle dans la pièce de théâtre Couscous aux lardons.
Il décide d'écrire et commencer à interpréter ses propres textes sur scène. Son spectacle met en lumière ses anecdotes les plus insolites, allant de ses voyages un peu partout dans le monde, à sa vision du monde en passant par l'actualité politique et sa vie personnelle.
En 2016, Farid Chamekh rejoint ensuite le célèbre Jamel Comedy Club, où il se distingue rapidement. Il est choisi par Jamel Debbouze également pour assurer sa première partie lors de son spectacle Maintenant ou Jamel et devient un membre récurrent de cette troupe renommée.
Dans le même temps, il continue à se perfectionner en tant que comédien, en rejoignant la célèbre école d’acting : le "Laboratoire de l’acteur" dirigé par Hélène Zidi.
En 2018, il se fait remarquer lors de l'émission Marrakech du rire, devant un public de 3 500 personnes et plusieurs millions de téléspectateurs à travers sa diffusion sur la chaîne M6.[évasif]
Farid Chamekh devient le maître de cérémonie de la troupe du Jamel Comedy Club à partir de fin 2021. Il entame alors une tournée nationale et internationale, passant entre autres par New York, Montréal, la Guadeloupe, La Réunion, Tahiti, la Nouvelle-Calédonie, la Martinique, l'île Maurice.
En 2023 et 2024, il poursuit sa tournée avec la troupe du Jamel Comedy Club et présente son nouveau spectacle, Génération Z, à l'Apollo Théâtre et commence sa tournée courant 2024.

## Carrière
- 2012 : Bref : Bref j'ai fêté le nouvel an (saison 1 épisode 50)
- 2014-2020 : Membre de la troupe du Jamel Comedy Club[2]
- 2017 : Spectacle : Farid & Chamekh[3]
- 2018 : Marrakech du rire
- 2019 : Spectacle : Lancement imminent[4]
- 2021-2024 : Tournée en tant que Maitre de cérémonie du Jamel Comedy Club
- 2023-2024 : Spectacle "Génération Z" à l'Apollo Théâtre